# Nalbert Bitencourt
Nalbert Tavares Bitencourt (Rio de Janeiro, 9 de março de 1974) é um ex-atleta de voleibol de quadra e de praia, campeão mundial nas categorias de base e adulto, também campeão olímpico em 2004 na Grécia e atualmente comentarista dos canais Globo e palestrante motivacional.

## Carreira
Nalbert é o primeiro jogador na história do voleibol mundial a ser campeão do mundo em três categorias: infantojuvenil, juvenil e adulto. No infantojuvenil, venceu o Campeonato Mundial Sub-19 de 1991, aos com 17 anos de idade. Aos 19 anos, na categoria juvenil, sagrou-se campeão no Campeonato Mundial Sub-21 de 1993. Já no adulto, ganhou o título no Campeonato Mundial de 2002, com 28 anos.
Premiado como melhor jogador da Superliga Brasileira A de 1998-99. Sagrou-se campeão olímpico em Atenas no ano de 2004, após uma dramática recuperação de uma delicada cirurgia no ombro esquerdo ocorrida 5 meses antes do início dos Jogos Olímpicos. 
A partir de 2005 se transferiu para o voleibol de praia, encerrando sua carreira no vôlei indoor com o título da Superliga Brasileira A e premiado como melhor defesa da edição.
Entre 2005 e 2006 disputou competições na praia ao lado de Guto Dulinski e Luizão sendo vencedor de duas etapas nacionais, e e em 2007 volta as quadras por uma temporada, e na corrida olímpica volta as areias ao lado de Franco Neto.
Em fevereiro de 2010, aos 35 anos, Nalbert anunciou o fim da sua carreira no voleibol. Alguns meses depois, iniciou sua carreira como comentarista esportivo nos Canais Globo e se tornou um palestrante motivacional, realizadas em diversas empresas e instituições educacionais. É casado com a atriz Amandha Lee com quem tem uma filha, Rafaela, e um filho, Vitor.

## Clubes
| Clube                      | País   | De   | Até  |
| -------------------------- | ------ | ---- | ---- |
| Clube Israelita Brasileiro | Brasil | 1984 | 1988 |
| Tijuca Tênis Clube         | Brasil | 1988 | 1990 |
| Flamengo                   | Brasil | 1990 | 1991 |
| Minas Tênis Clube          | Brasil | 1992 | 1994 |
| Banespa                    | Brasil | 1994 | 1997 |
| Olympikus                  | Brasil | 1997 | 1999 |
| Macerata                   | Itália | 1999 | 2000 |
| Panasonic Panthers         | Japão  | 2001 | 2002 |
| Macerata                   | Itália | 2002 | 2004 |
| Minas Tênis Clube          | Brasil | 2007 | 2008 |

## Principais conquistas pela seleção brasileira
- 1991 – Campeão mundial infanto-juvenil (MVP)
- 1993 – Campeão mundial juvenil
- 1997 – Campeão da Copa dos Campeões (MVP, maior pontuador e melhor recepção)
- 1998 – Campeão da Copa América
- 2001 – Campeão da Copa América
- 2001 – Campeão da Liga Mundial
- 2002 – Campeão mundial
- 2003 – Campeão da Liga Mundial
- 2003 – Campeão da Copa do Mundo
- 2003 – Medalha de bronze nos Jogos Pan-americanos de Santo Domingo
- 2004 – Campeão Olímpico Jogos Olímpicos de Atenas
- 2006 – Medalha de bronze nas etapas de Joinville e de Maceió e na etapa Challenger de Juiz de Fora do Circuito Banco do Brasil
- 2006 – Medalha de prata nas etapas de Curitiba e de João Pessoa do Circuito Banco do Brasil
- 2009 – Medalha de bronze na etapa de João Pessoa do Circuito Banco do Brasil.

## Premiações individuais
- Melhor Recepção do Circuito Brasileiro Banco do Brasil de 2006[5]
- Melhor Defesa da Superliga Brasileira de 2004–05
- Melhor Jogador da Superliga Brasileira de 1998–99

## Honrarias
- Hall da Fama do Voleibol – 2014[6]